# Бондарь, Юрий Трофимович
Юрий Трофимович Бондарь (род. 10 ноября 1937) — советский украинский футболист (нападающий) и тренер. Большую часть карьеры провёл в низших лигах, в высшей советской лиге провёл 5 матчей в 1958—1959. В сезоне 1958 провёл 3 матча за киевское Динамо и забил 1 гол в ворота Разинского из ЦСК МО (1:1). В сезоне 1959 перешёл в ЦСК МО и провёл 2 матча, заменив Дмитрия Дубровского против «Торпедо» и заменив Германа Апухтина против «Крыльев Советов». По окончании карьеры в командах мастеров работает заведующим учителем в детско-юношеской спортивной школе Днепр-75.